# Carcellia lena
Carcellia lena là một loài ruồi trong họ Tachinidae.